# Chemická sloučenina

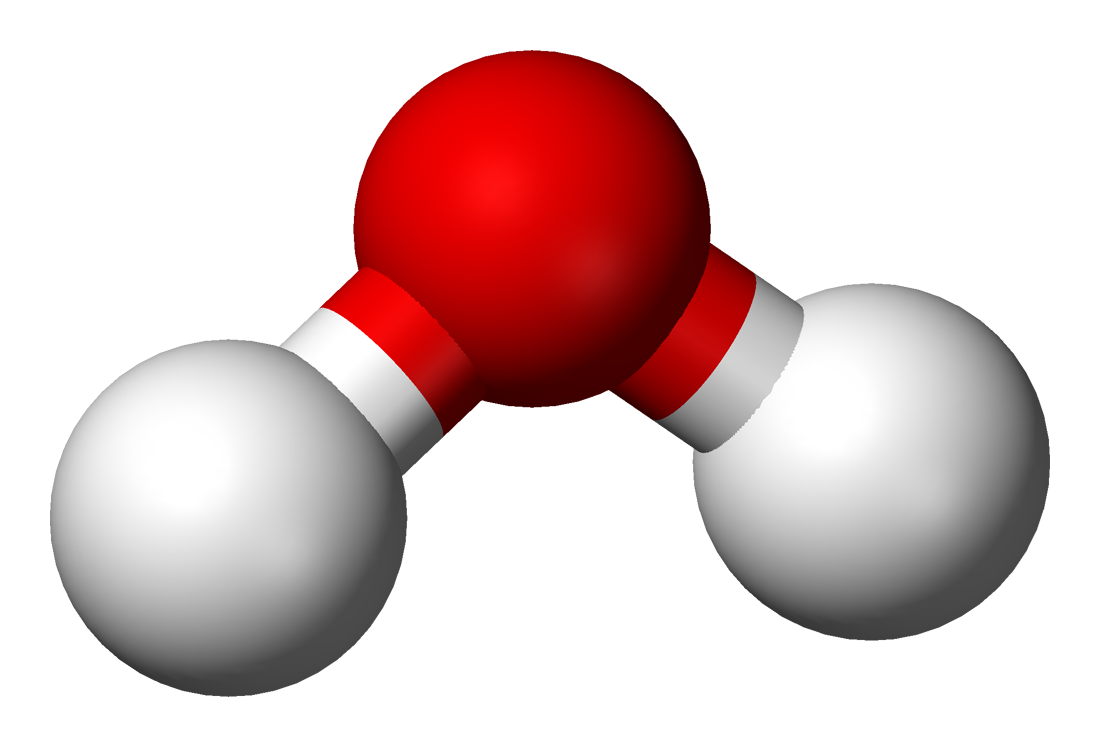
Kuličkový model molekuly vody – jedné z nejdůležitějších sloučenin na Zemi

Chemická sloučenina (zkráceně sloučenina) je chemicky čistá látka, která je tvořena jedním druhem molekul obsahujících více druhů atomů, které jsou mezi sebou vázány chemickými vazbami. Atomy v molekule jsou v pevném stechiometrickém vztahu a jejich číselný poměr je vyjádřen v chemickým vzorcem. Protože izomerní sloučeniny mají stejný chemický vzorec, ale jsou to různé sloučeniny, je pro každou chemickou sloučeninu charakteristická její jedinečná chemická struktura.

Strukturní vzorec molekuly methanu

Mnoho chemických sloučenin má jedinečný identifikátor čísla CAS přidělený službou Chemical Abstracts Service. Celosvětově tak bylo pro výrobu a použití registrováno více než 350 000 chemických sloučenin (včetně směsí chemikálií).

## Chemický vzorec sloučenin
Chemický vzorec určuje počet atomů prvku v molekule pomocí standardních zkratek pro chemické prvky a číselných dolních indexů, které určují jejich počet. Chemické vzorce se zapisují různými způsoby:

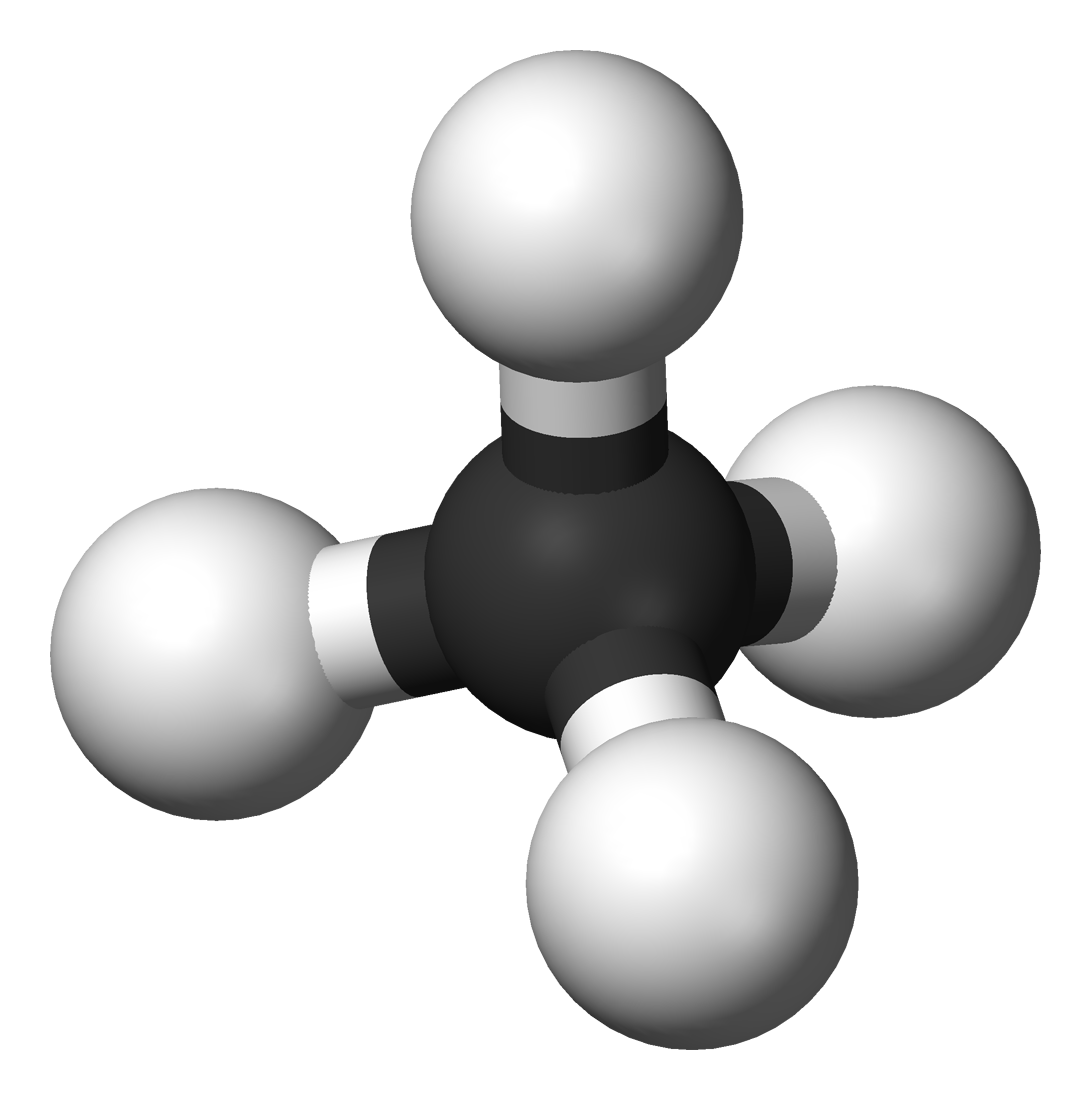
Kuličkový model molekuly methanu

- sumární nebo také souhrnný vzorec – určuje počet atomů v molekule
- strukturní vzorec nebo také racionální strukturní vzorec – určuje nejenom počet atomů v molekule, ale také jejich strukturní uspořádání, propojení atomů, případně orientaci v prostoru
- dále jsou používány nejrůznější modely molekuly, například kuličkové nebo tyčkové – snaží se co nejpřesněji znázornit strukturu chemické látky

Strukturní vzorec polyvinylchloridu

Například molekula vody má chemický vzorec H2O, protože obsahuje dva atomy vodíku vázané na jeden atom kyslíku. Plynný methan je tvořený samostatnými molekulami CH4, skalice modrá – pentahydrát síranu měďnatého má vzorec CuSO4·5H2O.

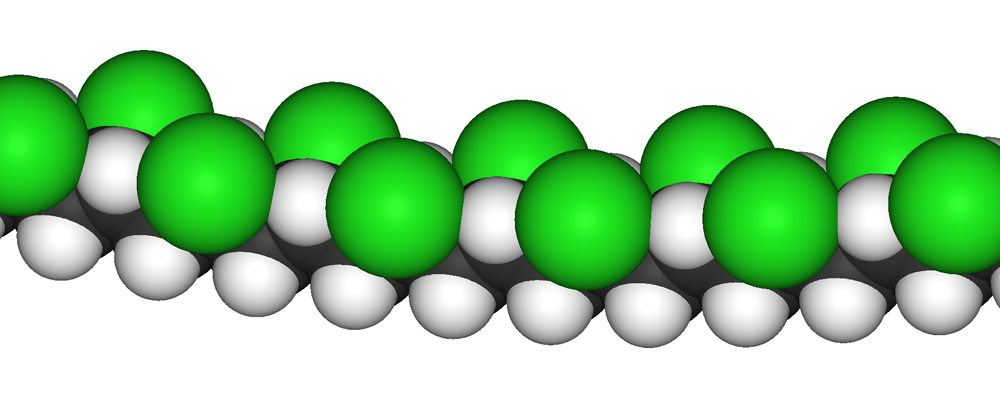
Kuličkový model polyvinylchloridu

Zvláštními chemickými sloučeninami jsou polymerní látky, které se dělí na:
- homopolymery, které jsou tvořené jednou základní stavební jednotkou – monomerem
- kopolymery, které jsou tvořeny více druhy pravidelně se opakujících monomerů

Jednotlivé molekuly polymerů se pak mohou liší svoji délkou, počtem základních jednotek a tedy i molární hmotností. Například polymer polyethylen je tvořený opakováním ethylenových (ethenových) jednotek (-CH2-CH2-)n, kde n je proměnné. Vzorec polymeru je pak vlastně vzorcem jeho monomeru s udáním jejich neurčitého počtu.

## Dělení chemických sloučenin
Podle vazeb mezi atomy se chemické sloučeniny dělí na čtyři skupiny:
- sloučeniny s kovalentními vazbami (atomy sdílejí páry elektronů)
- sloučeniny s iontovými vazbami (elektrony se přesunou k jednomu atomu za vzniku iontů – kationtů a aniontů)
- sloučeniny s kovovými vazbami  (elektrony jsou volně sdílené všemi atomy, které jsou tak obklopeny „elektronovým plynem“)
- sloučeniny komplexní s koordinačně kovalentními vazbami (molekula je tvořená centrálním atomem a ligandy, přičemž ligand poskytuje jeden nebo více elektronových párů centrálnímu atomu)

Podle atomů, které obsahují, se chemické sloučeniny dělí na dvě skupiny:
- anorganické (sloučeniny kovových prvků, nekovových prvků, komplexní sloučeniny)
- organické (sloučeniny uhlíku a dalších prvků, například vodíku, kyslíku, dusíku, síry, fosforu)